# 澤利夫
49°54′7″N 23°51′20″E / 49.90194°N 23.85556°E
澤利夫（烏克蘭語：Зелів），是烏克蘭的村落，位於該國西部利沃夫州，由亞沃里夫區負責管轄，始建於1870年，面積0.7平方公里，海拔高度286米，2001年人口249，人口密度每平方公里355.71人。